# Empirical Mode Decomposition
EMD (англ. Empirical Mode Decomposition) — метод разложения сигналов на функции, которые получили название «эмпирические моды».
Метод EMD представляет собой итерационную вычислительную процедуру, в результате которой исходные данные (непрерывный или дискретный сигнал) раскладываются на эмпирические моды или внутренние колебания (англ. intrinsic mode functions, IMF). В отличие от гармонического анализа, где модель  сигнала (дискретного или непрерывного) задаётся заранее, эмпирические моды вычисляются в ходе процесса, что и подчёркивается в названии метода. Разложение на эмпирические моды позволяет анализировать локальные явления, поэтому данный метод может быть использован при обработке нестационарных временных рядов (или процессов).
Метод EMD является неотъемлемой частью преобразования Гильберта — Хуанга.

## Определения

### Огибающая сигнала
Огибающая сигнала — это функция, построенная по характерным точкам данного сигнала, например, по экстремумам.
У каждого (дискретного или непрерывного) сигнала имеются локальные экстремумы: локальные максимумы и локальные минимумы. В результате, можно построить две огибающие: нижнюю огибающую, построенную по точкам локальных минимумов, и верхнюю, построенную по точкам локальных максимумов.
В методе EMD в качестве приближающих функций используются кубические сплайны.

### Среднее значение
В методе EMD используется так называемое «среднее значение» — функция, которой отвечает срединная линия, расположенная в точности между огибающими: нижней и верхней.

### Эмпирическая мода
Эмпирическая мода, внутреннее колебание или мода (англ. intrinsic mode functions, IMF) — это такая функция, которая обладает следующими двумя свойствами:
1. Количество экстремумов (и максимумов и минимумов) и количество нулей не должно отличаться более чем на единицу.
2. Среднее значение, которое определяется по двум огибающим — верхней и нижней, — должно быть равно нулю.

Эмпирические моды обладают такими свойствами, которые позволяют применять к ним методы гильбертова спектрального анализа.

### Просеивание
Процедура выделения эмпирических мод называется просеиванием (англ. sifting).

## Алгоритм метода
Пусть {\displaystyle X(t)} — анализируемый сигнал.
Суть метода EMD заключается в последовательном вычислении эмпирических мод {\displaystyle c_{j}} и остатков {\displaystyle r_{j}=r_{j-1}-c_{j}}, где {\displaystyle j=1,\;2,\;3,\;\ldots ,\;n} и {\displaystyle r_{0}=X(t)}.
В результате получается разложение сигнала вида
{\displaystyle X(t)=\sum _{j=1}^{n}c_{j}+r_{n},}
где {\displaystyle n} — количество эмпирических мод, которое устанавливается в ходе вычислений.

### Схема алгоритма
В общем виде алгоритм метода выглядит следующим образом.
Находятся экстремумы сигнала. Их следует искать между каждыми двумя последовательными переменами знака.
Строятся две огибающие сигнала: нижняя {\displaystyle \nu } и верхняя {\displaystyle \mu }. При этом можно использовать сплайн (например, кубический).
Вычисляются среднее значение {\displaystyle m_{1}} и разность {\displaystyle h_{1}} между сигналом и его средним значением:
{\displaystyle X(t)-m_{1}=h_{1}}.
Если полученная разность удовлетворяет определению эмпирической моды, то процесс останавливается. В этом случае полученная разность и будет эмпирической модой.
В противном случае, необходимо повторить предыдущие операции уже для полученной разности {\displaystyle h_{1}} (поиск экстремумов, построение огибающих, вычисление среднего и его вычитание):
{\displaystyle h_{1}-m_{11}=h_{11}}.
В результате выполнения последовательности итераций вида
{\displaystyle h_{1(k-1)}-m_{1k}=h_{1k}}
необходимо получить функцию
{\displaystyle c_{1}=h_{1k},}
которая удовлетворяет определению эмпирической моды. Как только эмпирическая мода, обозначаемая {\displaystyle c_{1}}, выделена, итерации прекращаются.
Вычисляется остаток {\displaystyle r_{1}=x-c_{1}}, и весь алгоритм повторяется снова, но уже для функции {\displaystyle r_{1}}.
Получение остатков происходит до тех пор, пока вновь вычисленный остаток не окажется монотонной функцией, из которой уже нельзя выделить эмпирическую моду.

### Условия остановки
При просеивании последовательно вычисляются функции {\displaystyle h_{k}}, поэтому необходимо иметь критерий останова итерационного процесса. Для этого обычно используется одно из двух условий.
Первое условие было предложено самим Хуангом и по форме напоминает критерий Коши (сходимости последовательности), а именно: определим для каждого целого числа {\displaystyle k} величину
{\displaystyle {SD}_{k}=\sum \limits _{t=0}^{T}{\frac {|h_{k-1}(t)-h_{k}(t)|^{2}}{h_{k-1}^{2}(t)}}.}
Итерации прекращаются как только число {\displaystyle {SD}_{k}} станет меньше, чем некоторая заданная заранее величина.
Второе условие основано на соотношении количества пересечения нуля {\displaystyle Z_{k}} и количества экстремумов {\displaystyle E_{k}}: процесс просеивания обрывается, если {\displaystyle Z_{k}=E_{k}} или {\displaystyle |Z_{k}-E_{k}|=1} имеет место на протяжении {\displaystyle S} итераций. Число {\displaystyle S} выбирается заранее.